# Harpreet Uppal
Harpreet Uppal, née à Fartown, est une personnalité politique britannique.

## Biographie
Harpreet Uppal naît à Fartown, Huddersfield. Elle fréquente la Fartown High School où elle siège au conseil étudiant et fait de la politique au A-Level.
En 2024, elle est élue députée.